# Megachile clara
Megachile clara är en biart som beskrevs av Mitchell 1930. Megachile clara ingår i släktet tapetserarbin, och familjen buksamlarbin. Inga underarter finns listade i Catalogue of Life.